# Красный Созик
Красный Созик — река в России, протекает в Нагорском районе Кировской области. Устье реки находится в 5,5 км по правому берегу реки Соз. Длина реки составляет 13 км.
Исток реки в лесу в 8 км к северо-востоку от посёлка Красная Речка (Кобринское сельское поселение). Река течёт на юг и юго-запад по ненаселённому лесу.

## Данные водного реестра
По данным государственного водного реестра России относится к Камскому бассейновому округу, водохозяйственный участок реки — Вятка от истока до города Киров, без реки Чепца, речной подбассейн реки — Вятка. Речной бассейн реки — Кама.
Код объекта в государственном водном реестре — 10010300212111100030924.